# カール・ロシャー
カール・ロシャー（Carl Locher、1851年11月21日 - 1915年12月20日）はデンマークの画家、版画家。デンマーク最北端の町スケーエン(Skagen)に集まった画家たち、「スケーエン派」の画家の一人である。

## 略歴
デンマークの属国、ユトランド半島南部のシュレースヴィヒ公国のフレンスブルクに生まれた。幼い頃から、船に興味を持ち、海洋画家の父親から画家の訓練を受けた。父親が没した後、デンマーク海軍の軍艦で何度か航海をし、当時デンマーク領であったカリブ海のセント・トーマス島への航海では、大西洋の壮大さなどに強い感銘を受けた。1872年からデンマーク王立芸術アカデミー(Kongelige Danske Kunstakademi)で学ぶが、その前から詩人で画家のドラクマン(Holger Drachmann)に勧められて、スケーエンの芸術家村で数ヶ月を過ごした。海岸や漁船、廃船や海岸を進む馬車などを題材に絵を描いた。
1870年代にはパリで修行するが、デンマークに帰国するたびにスケーエンで過ごし、最終的に家を買って、生涯スケーエンに住んだ。
銅版画家としても多産で、1885年から多くの銅版画を製作し、1892年には銅版画にほぼ専念し、ベルリンの銅版画家、ハンス・マイヤーのもとで学んだ。ロシャーの銅版画のコレクションはスケーエン美術館で見ることができる。政府の援助で、コペンハーゲンにデンマーク人のための銅版画の学校が作られ、1900年まで教えた。スケーエン派の画家、ミカエル・アンカー、アンナ・アンカーやペーダー・セヴェリン・クロイヤーもこの学校に参加した。

## ロシャーの作品

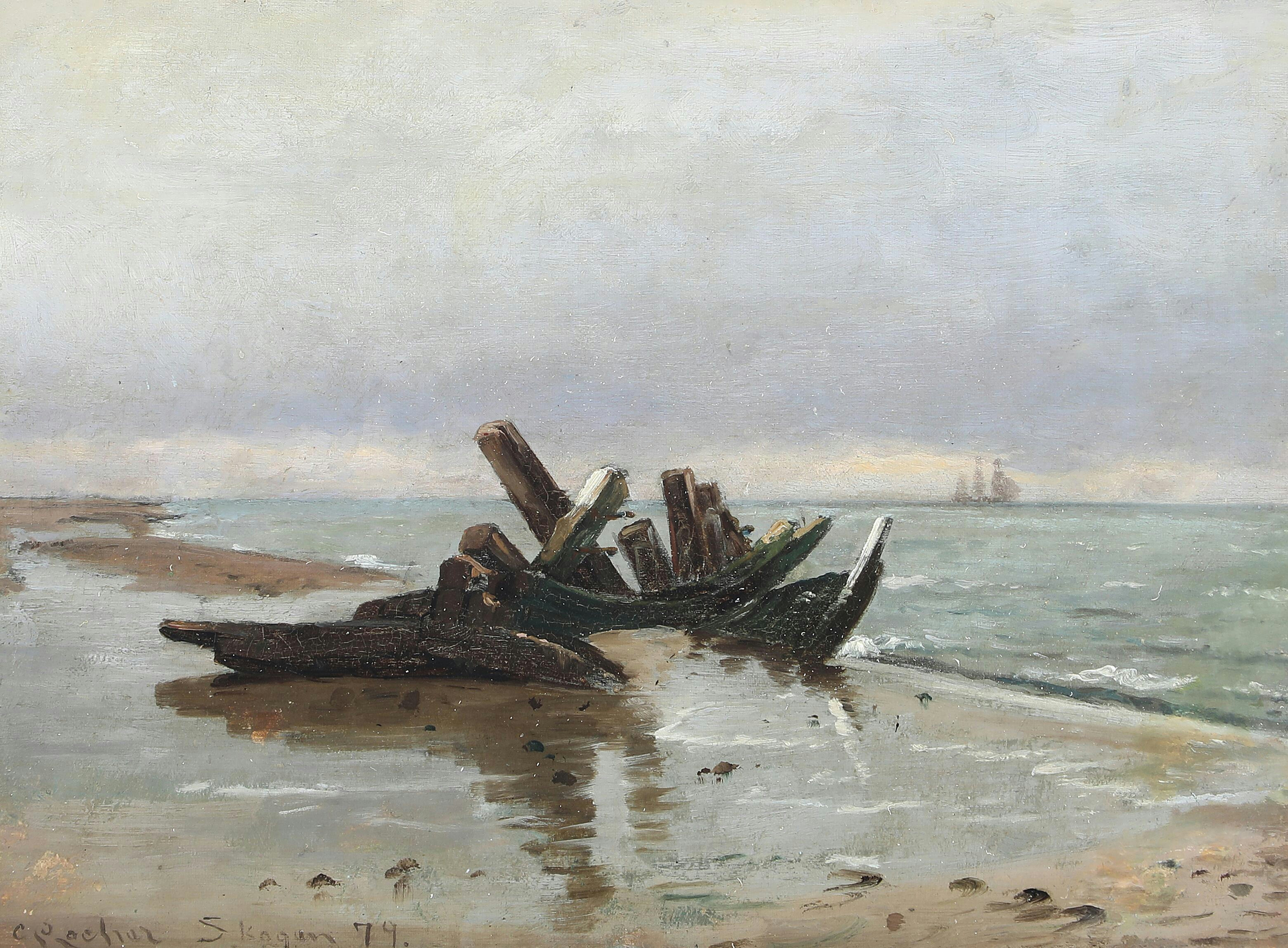
スケーエンの海岸での難破船の残骸(1849)
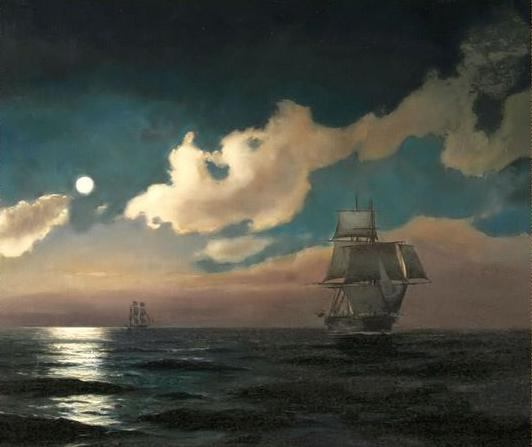
月明かりの下の静かな外洋の帆船 (1875)
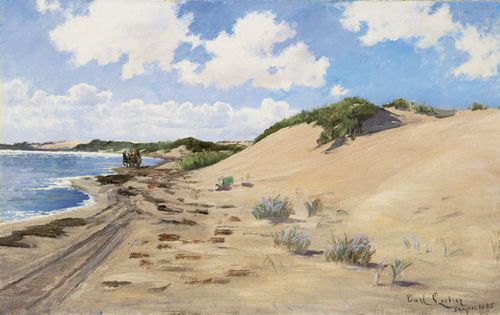
郵便馬車 (c.1885)
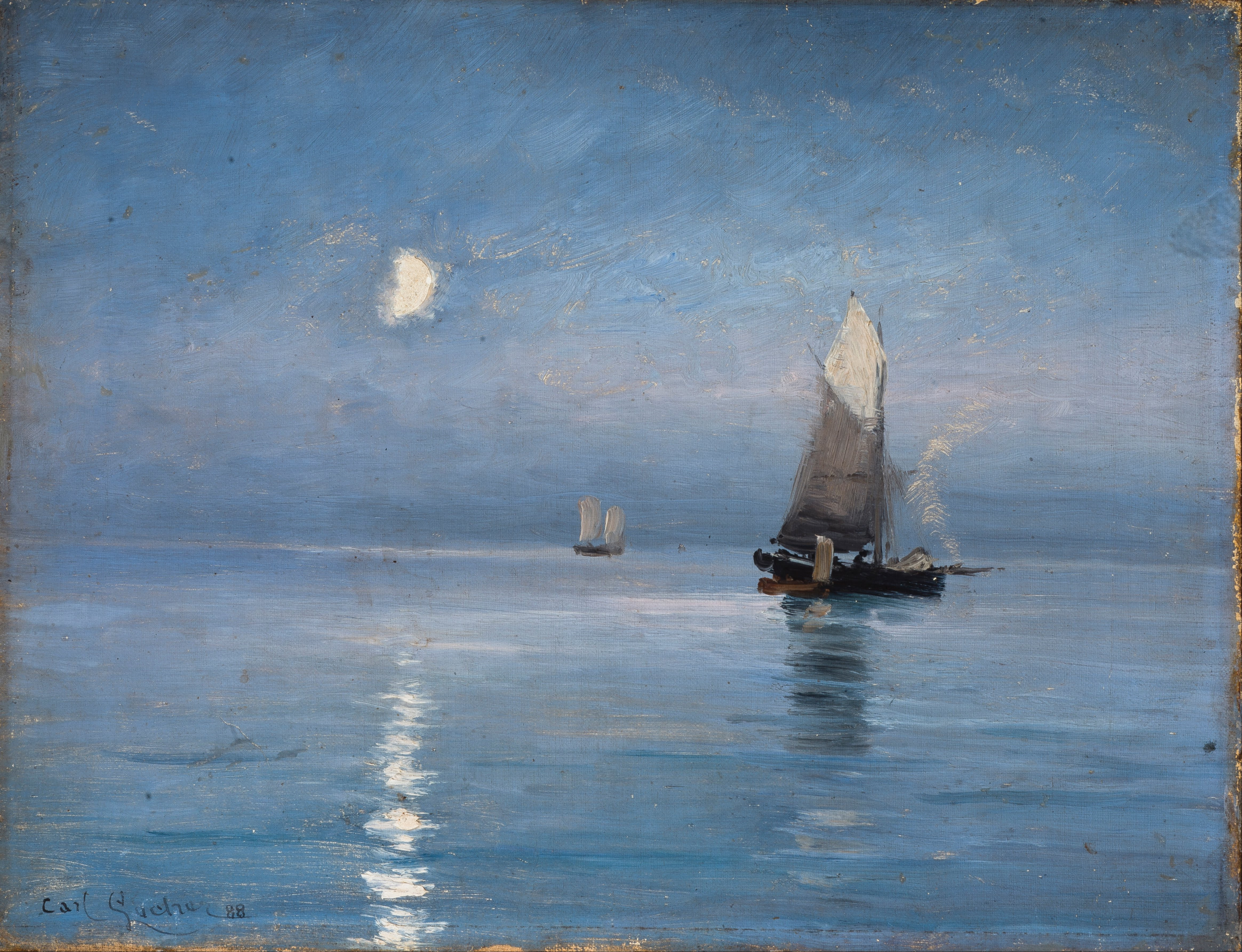
月明りの漁船 (1888)
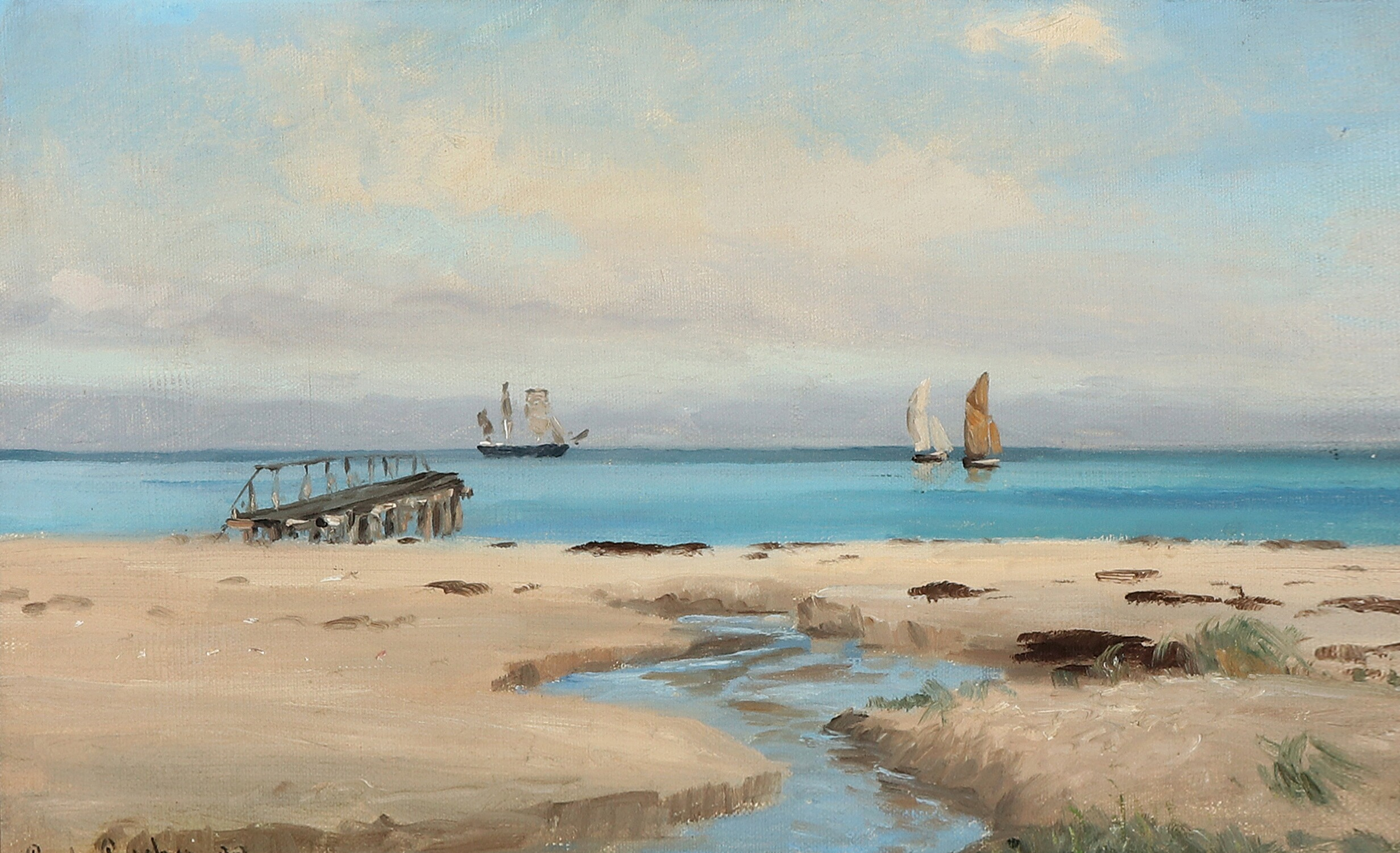
船と海岸
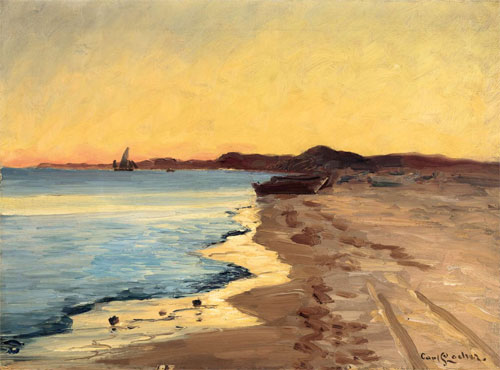
10月の夕暮れのスケーエン　(1905)
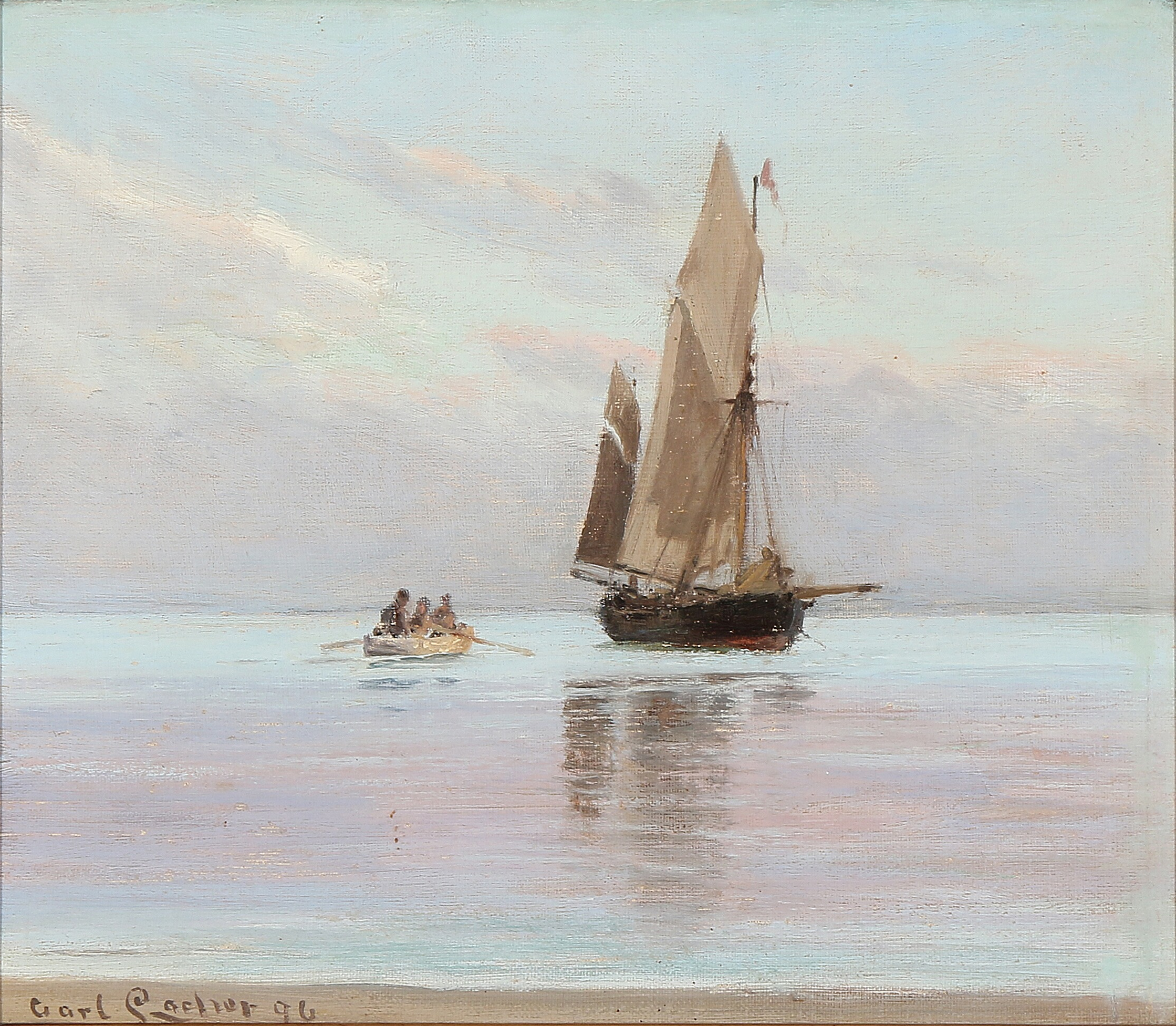
帆船の乗客を運ぶボート (1896)
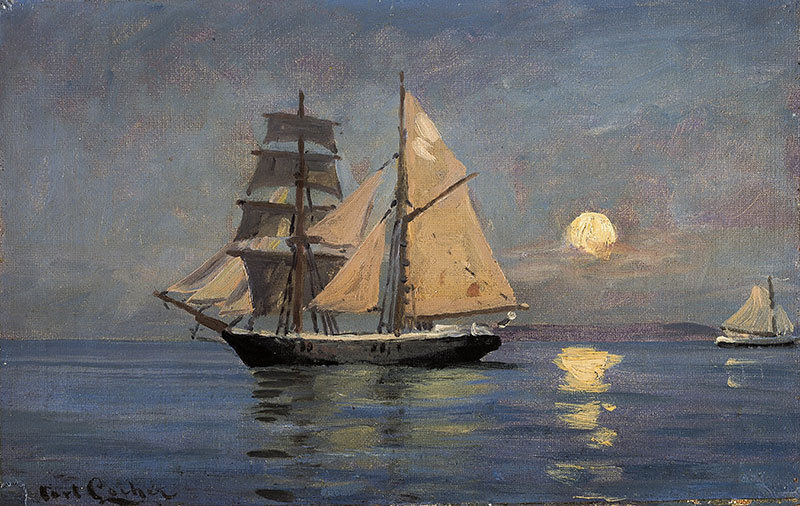
満月の海の景色
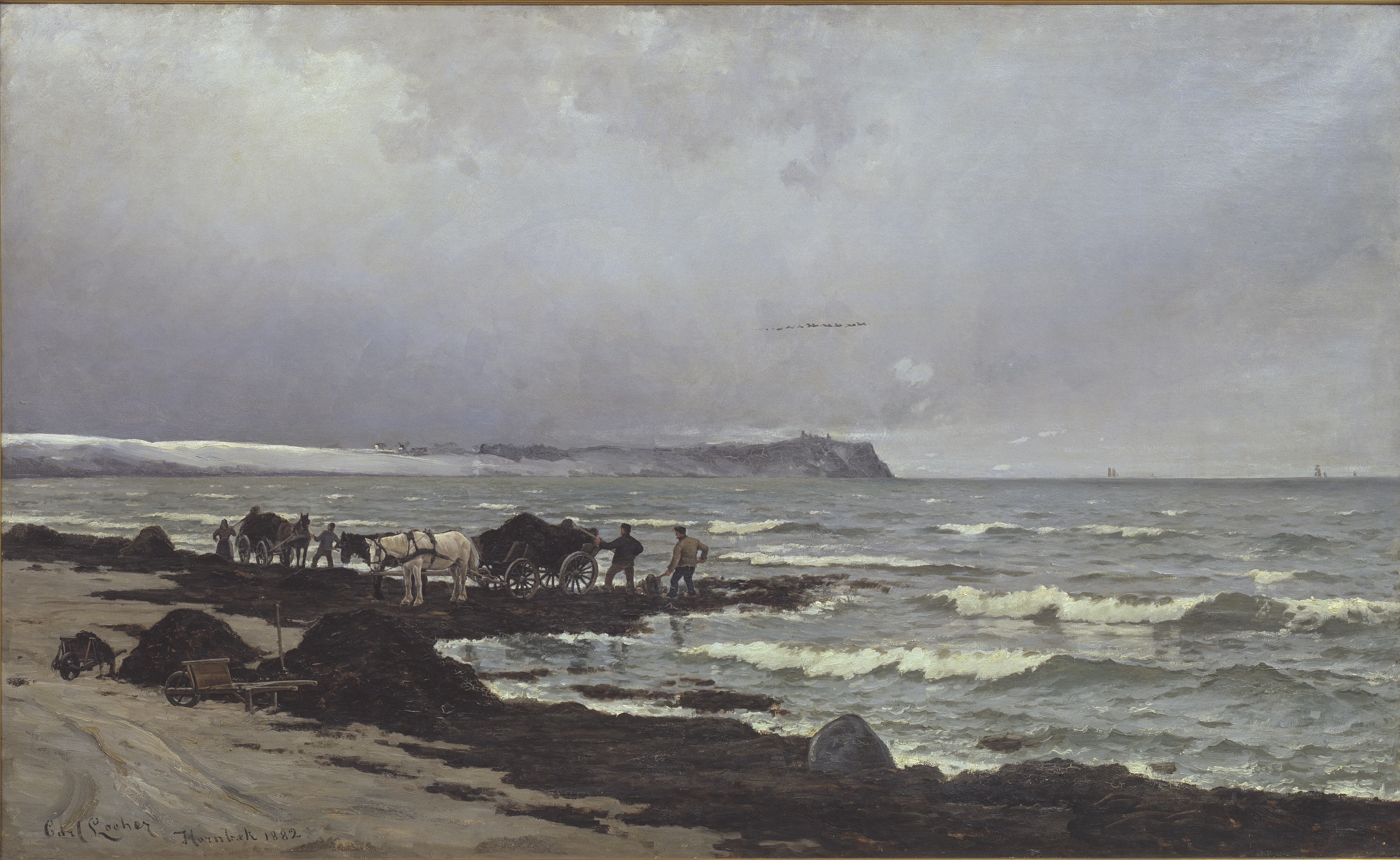
馬車への海藻の積み込み
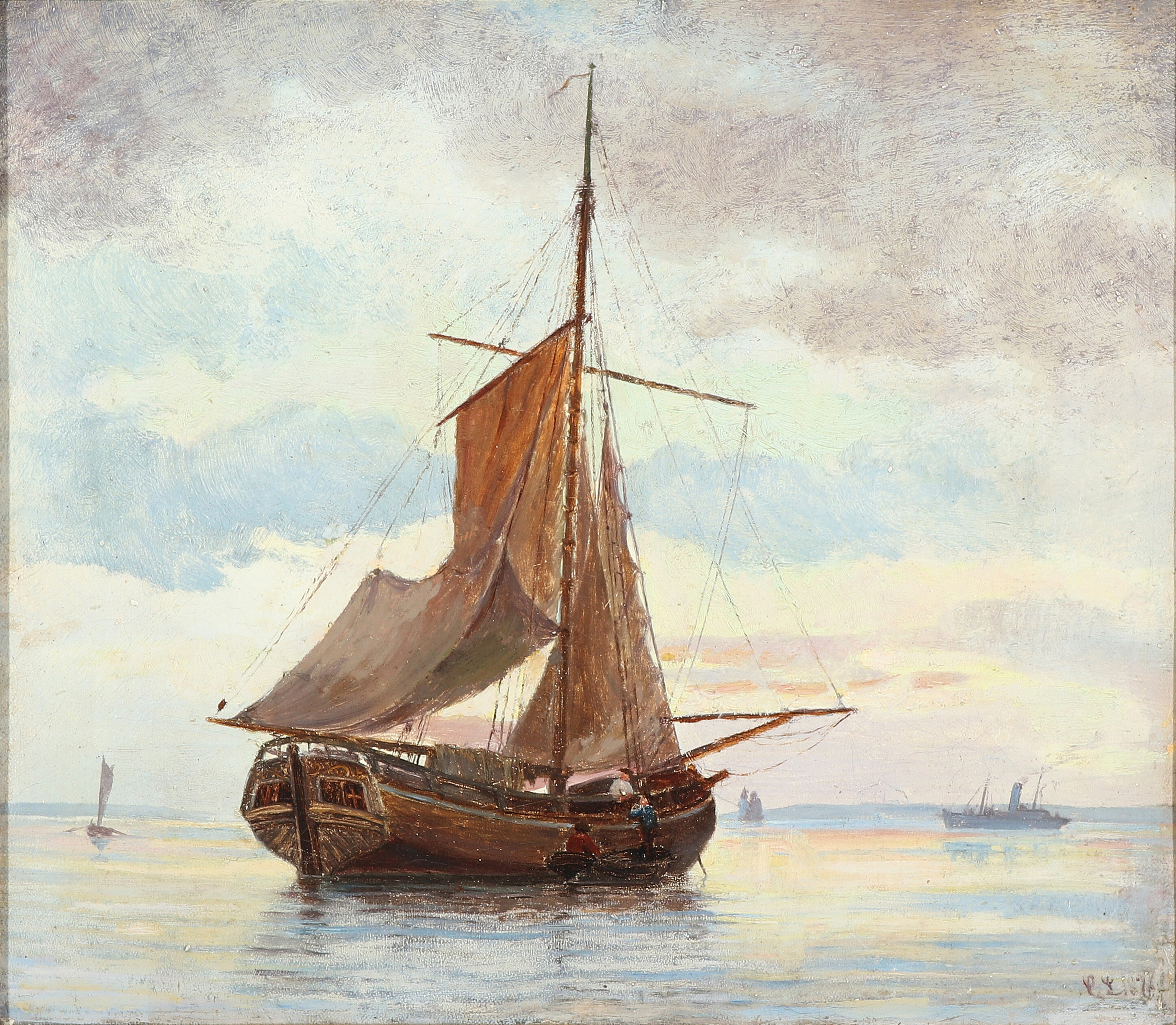
海洋